# 46 Armia Powietrzna
46 Armia Powietrzna Przeznaczenia Strategicznego Najwyższego Głównego Dowództwa (ros. 46-я воздушная армия верховного главнокомандования стратегического назначения) – radziecka i rosyjska armia Lotnictwa Dalekiego Zasięgu.

## Struktura organizacyjna
W latach 1990–1991
- dowództwo – Smoleńsk[2]
- 199 Gwardyjski Brzeski pułk lotnictwa rozpoznawczego – Nieżyn –6 x TU-22R
- 290 pułk lotnictwa rozpoznawczego – Homel – 29 x TU-22R
- 15 Gwardyjska Homelska Dywizja Lotnictwa Bombowego – Oziernoje
- 22 Gwardyjska Donbaska Dywizja Lotnictwa Bombowego – Bobrujsk
- 326 Tarnopolska Dywizja Lotnictwa Bombowego – Tartu
- 13 Gwardyjska Dniepropietrowsko-Budapeszteńska Dywizja Lotnictwa Bombowego – Połtawa